# 馬約島縣
馬約島縣是西非島國佛得角的22個縣之一，位於背風群島的馬約島，首府設於馬約城，面積269平方公里，主要經濟活動有鹽業、農業和放牧業，2010年人口8,303。